# Magdalena Steinlein

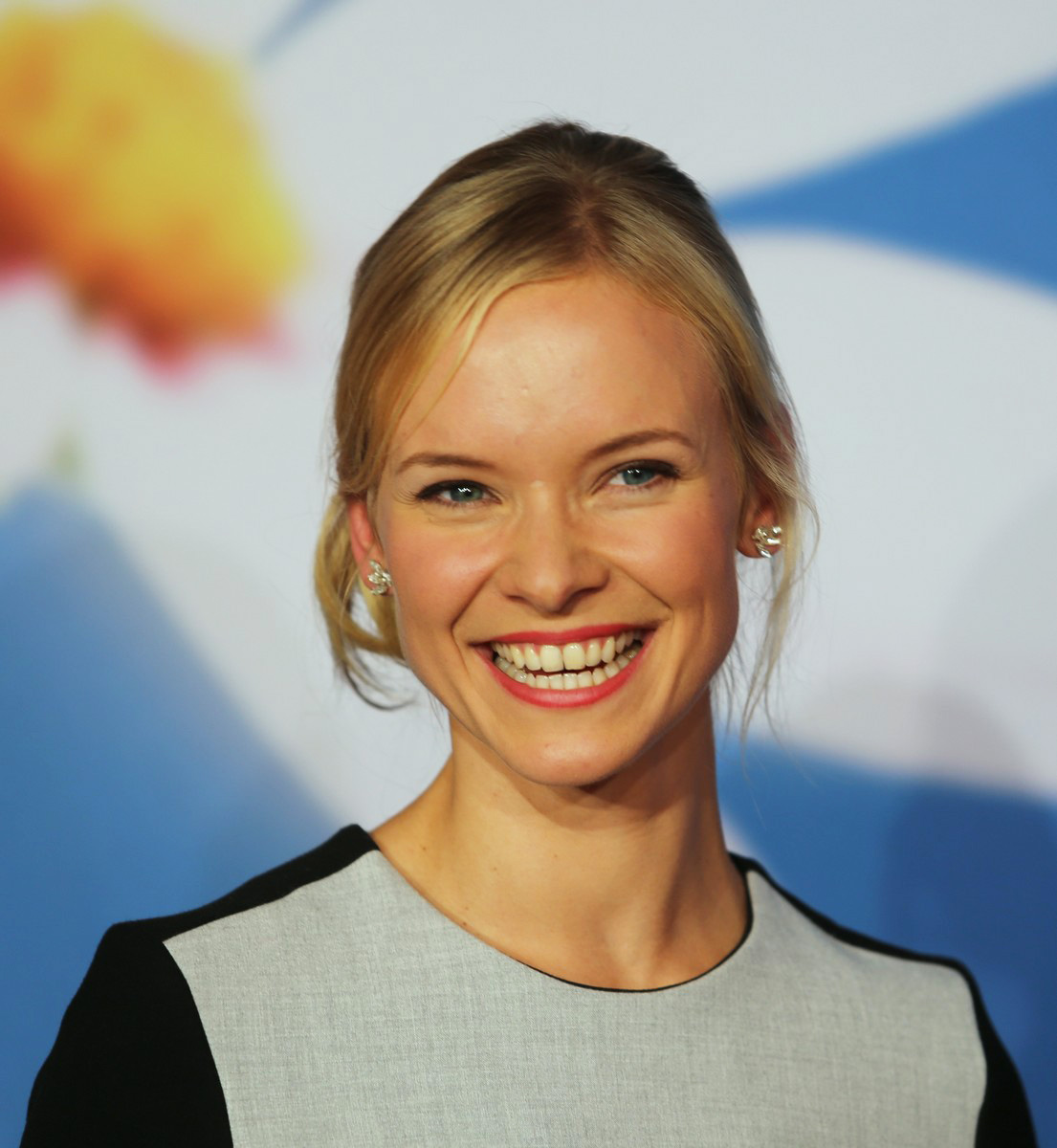
Magdalena Steinlein (2015)

Magdalena Steinlein (* 1985 in Leipzig) ist eine deutsche Schauspielerin. 

## Leben und Karriere
Steinlein wuchs in Brandenburg auf. Von 2006 bis 2010 absolvierte sie ein Schauspielstudium an der Hochschule für Musik und Theater Hannover, das sie mit Diplom abschloss. Im Anschluss erhielt sie ihr erstes Engagement am Theater Osnabrück, wo sie schon während des Studiums aufgetreten war. Im August 2011 zog sie nach Berlin und ist seitdem als freie Schauspielerin tätig. Sie spielte unter anderem an der Schaubühne Berlin, der Komödie Winterhuder Fährhaus in Hamburg und am Stadttheater Heidelberg. Nach Auftritten in Einzelepisoden von Alarm für Cobra 11 und verschiedenen SOKO-Serien erhielt sie 2015 die Hauptrolle der Luisa Reisiger in der elften Staffel der ARD-Telenovela Sturm der Liebe.

## Filmografie
- 2007: Painting Bastard
- 2008: Geburtstag
- 2009: Hanns
- 2011: Alarm für Cobra 11 – Die Autobahnpolizei (Fernsehserie, Folge: En Vogue)
- 2012: SOKO München (Fernsehserie, Folge: Todestag)
- 2012–2022: SOKO Leipzig (Fernsehserie, Folgen: Getrieben, Teil 2; Lauf, wenn du kannst)
- 2013: SOKO Köln (Fernsehserie, Folge: Tödliche Sprechstunde)
- 2013: Lachéz Tout – Enough Already
- 2013: Eyjafjallajökull – Der unaussprechliche Vulkanfilm (Eyjafjallajökull)
- 2014: Anderes Ich
- 2015–2016: Sturm der Liebe (Fernsehserie, 256 Folgen)
- 2018: Oskar – Gehen, wenn’s am schönsten ist
- 2019: Die Rosenheim-Cops (Fernsehserie, Folge: Beim dritten „Om“ bist du tot)
- 2019: Lovers
- 2023: Die Therapie (Fernsehserie, 2 Folgen)

## Theater (Auswahl)
- 2007: Cet Enfant | Studiotheater Hannover | Rolle: Mutter | Regie: Cecile Backés
- 2007: Nothing Hurts | Salzburger Jugendfestspiele | Rolle: Sylvana K. | Regie: Tobias Pflug
- 2008: Rot und Blau | Studiotheater Hannover | Rolle: Patrizia Schmidt | Regie: Stefan Hintze
- 2008: Der haarige Affe  | Studiotheater Hannover | Regie: Titus Georgi
- 2009: Fragment - Parzival | Studiotheater Hannover | Rollen: Merlin, Herzeloide, Morgause | Regie: Nora Somaini
- 2009: Fine! | Schauspielhaus Hannover | Rolle: Valerie | Regie: Corinne Eckenstein
- 2009–2010: Schatten unterm Schwanz | Schauspielhaus Hannover | Rolle: Kommissarin Löns | Regie: Nora Somaini
- 2010–2011: Katzelmacher | Städtische Bühnen Osnabrück | Rolle: Helga | Regie: Henning Bock
- 2010–2011: Puntila und sein Knecht Matti | Städtische Bühnen Osnabrück | Rolle: Eva | Regie: Cornelia Crombholz
- 2010–2011: Shoot.get treasure.repeat | Städtische Bühnen Osnabrück | Rolle: Helen | Regie: Marie Bues
- 2010–2011: Die Hinterhältigkeit der Windemaschinen | Städtische Bühnen Osnabrück | Rolle: verschiedene | Regie: Philip Tiedemann
- 2010–2011: Friday Night | Städtische Bühnen Osnabrück | Rolle: Britta-Nora | Regie: Jens Poth
- 2010–2011: Alles über meine Mutter | Städtische Bühnen Osnabrück | Rolle: Nina | Regie: Alexander Müller-Elmau
- 2012: Wie es euch gefällt | Rolle: Rosalinde | Regie: Christoph Schletz, Thomas Bading  | Burghofspiele Eltville
- 2012: Hotel Bogota F.I.N.D. | Schaubühne Berlin | Regie: Jan Christoph Gockel
- 2012: Shoppen | Komödie Winterhuder Fährhaus |  Rolle: Katharina | Regie: Katja Wolf[3]
- 2012–2013: Leonce und Lena | Theater und Orchester Heidelberg | Rolle:  Rosetta | Regie: Philip Tiedemann[4]
- 2013–2014: Der eiserne Gustav | Theater am Kudamm / Tournee | Rolle: Tochter Eva | Regie: Martin Wölffer[1]
- 2014: Projekt Schooriil
- 2014: Was ihr wollt
- 2014: Wasserstoffbrennen
- 2015: Wasserstoffbrennen
- 2017: der Regenmacher
- 2018: Alle unter eine Tanne | Comödie Dresden | Rolle: Leonie | Regie: Urs-Alexander Schleiff
- 2021: Nackte Tatsachen | Neues Theater Hannover | Rolle: Emily | Regie: Florian Battermann

## Hörspiel
- 2022: Forever Club. Mystery-Hörspiel-Podcast mit 20 Folgen[5]